# Weltmeisterschaften im Modernen Fünfkampf 2006
2006 fanden die Weltmeisterschaften im Modernen Fünfkampf bei den Herren und bei den Damen in Guatemala-Stadt, Guatemala, statt.

## Herren

### Einzel
| Platz | Land    | Sportler               |
| ----- | ------- | ---------------------- |
| 1     | Litauen | Edvinas Krungolcas     |
| 2     | Ungarn  | Viktor Horváth         |
| 3     | Litauen | Andrejus Zadneprovskis |

### Mannschaft
| Platz | Land       | Sportler                                                 |
| ----- | ---------- | -------------------------------------------------------- |
| 1     | Litauen    | Edvinas Krungolcas Andrejus Zadneprovskis Tadas Žemaitis |
| 2     | Ungarn     | Viktor Horváth Sándor Fülep Ákos Kállai                  |
| 3     | Tschechien | Libor Capalini Michal Michalík Michal Sedlecký           |

### Staffel
| Platz | Land                | Sportler                                       |
| ----- | ------------------- | ---------------------------------------------- |
| 1     | Ungarn              | Sándor Fülep Viktor Horváth Ákos Kállai        |
| 2     | Belarus             | Michail Prokopenko Jahor Lapo Dsmitryj Meljach |
| 3     | Volksrepublik China | Cao Zhongrong Liu Jenli Qian Zhenhua           |

## Damen

### Einzel
| Platz | Land    | Sportlerin              |
| ----- | ------- | ----------------------- |
| 1     | Polen   | Marta Dziadura          |
| 2     | Ukraine | Wiktorija Tereschtschuk |
| 3     | Ägypten | Omnia Fakhry            |

### Mannschaft
| Platz | Land                   | Sportlerinnen                                      |
| ----- | ---------------------- | -------------------------------------------------- |
| 1     | Polen                  | Marta Dziadura Sylwia Czwojdzińska Paulina Boenisz |
| 2     | Vereinigtes Königreich | Georgina Harland Katy Livingston Mhairi Spence     |
| 3     | Ungarn                 | Zsuzsanna Vörös Vivien Máthé Csilla Füri           |

### Staffel
| Platz | Land                   | Sportlerinnen                                           |
| ----- | ---------------------- | ------------------------------------------------------- |
| 1     | Polen                  | Marta Dziadura Edita Małoszyc Paulina Boenisz           |
| 2     | Vereinigtes Königreich | Georgina Harland Lindsey Weedon Mhairi Spence           |
| 3     | Russland               | Tatjana Muratowa Polina Strutschkowa Ljudmila Sirotkina |

## Medaillenspiegel
| Platz | Land                   | Goldmedaille | Silbermedaille | Bronzemedaille |
| 1     | Polen                  | 3            | –              | –              |
| 2     | Litauen                | 2            | –              | 1              |
| 3     | Ungarn                 | 1            | 2              | 1              |
| 4     | Vereinigtes Königreich | –            | 2              | –              |
| 5     | Belarus                | –            | 1              | –              |
| 5     | Ukraine                | –            | 1              | –              |
| 7     | Volksrepublik China    | –            | –              | 1              |
| 7     | Ägypten                | –            | –              | 1              |
| 7     | Tschechien             | –            | –              | 1              |
| 7     | Russland               | –            | –              | 1              |